# 鮑氏美洲鱥
鲍氏美洲鱥（學名：Notropis boucardi），為輻鰭魚綱鯉形目雅羅魚科的其中一種，分布於北美洲墨西哥莫雷洛斯州庫埃納瓦卡附近的小型溪流流域，由於分布地區狹小，被IUCN列入瀕危保育類動物，為本魚體細長呈長橢圓形且側扁，眼大，口下斜位，身體呈銀色，背部顏色稍深，有一條黑色條紋從眼睛一直延伸到尾鰭，在繁殖季節，腹側區域會呈現鮮紅色，體長可達12公分，棲息在岩石底質的溪流淺水處，以水生昆蟲為食，生活習性不明。